# Fonts baptismaux de Guenroc

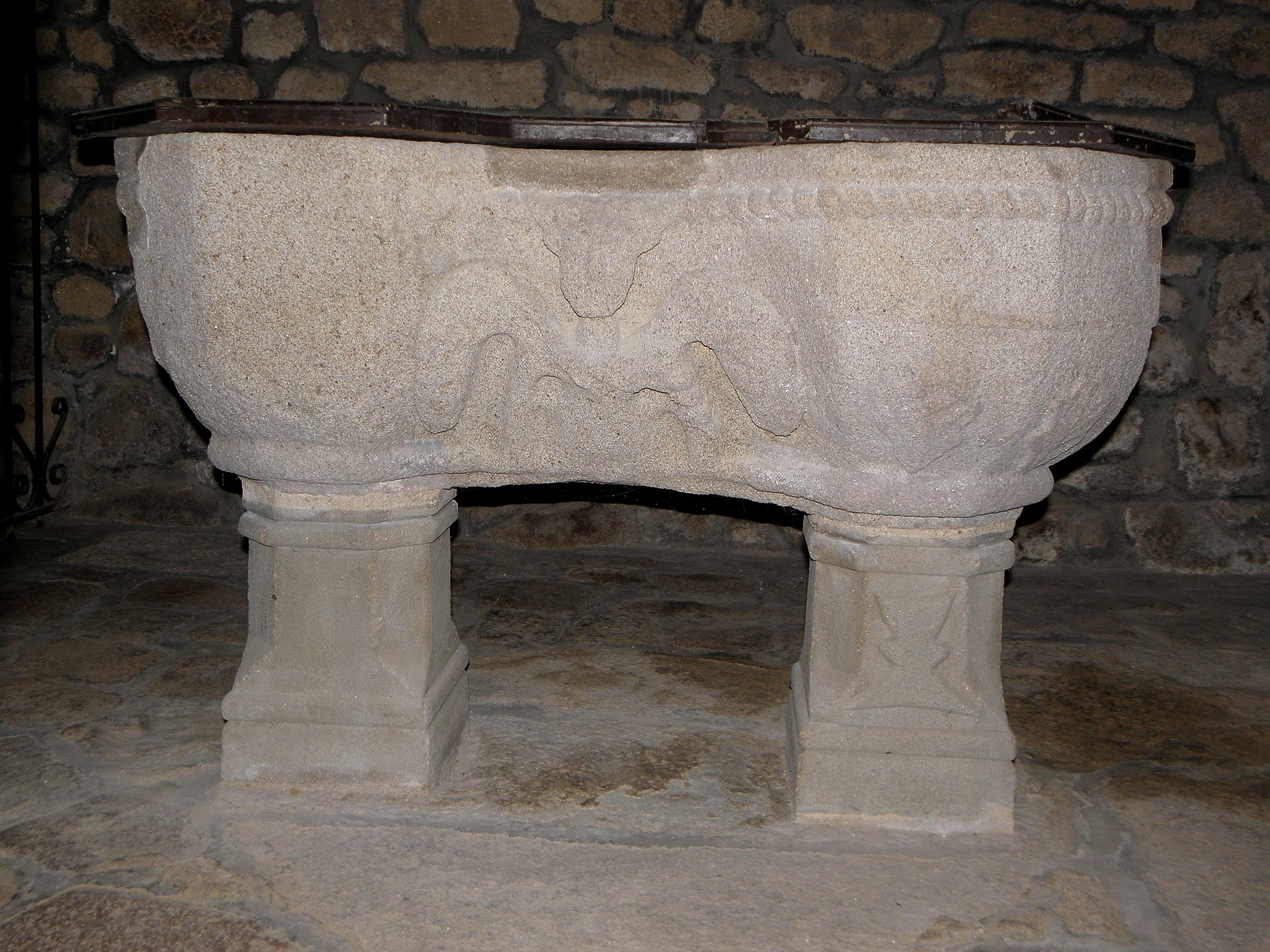
Fonts baptismaux de Guenroc

Les fonts baptismaux de l'église Saint-Gervais-et-Saint-Protais à Guenroc, une commune du département des Côtes-d'Armor dans la région Bretagne en France, datent du XVe siècle. Les fonts baptismaux sont classés monuments historiques au titre d'objet depuis le 19 juillet 1968.
Cette cuve double en granite a une hauteur de 90 cm et une largeur de 120 cm (dimensions approximatives).